# ستيفن أتكينسون
ستيفن أتكينسون (بالإنجليزية: Steven Atkinson)‏ هو مخرج بريطاني، ولد في 4 مايو 1984 في Huyton ‏ في المملكة المتحدة.

## روابط خارجية
- ستيفن أتكينسون على موقع IMDb (الإنجليزية)